# 1893 dans le catholicisme
Chronologie du catholicisme
- 1889
- 1890
- 1891
- 1892
- 1893
- 1894
- 1895
- 1896
- 1897

Cet article présente les faits marquants de l'année 1893 dans le catholicisme.

## Évènements
- 16 janvier : Création de 16 cardinaux par Léon XIII
- 14 au 21 mai : Congrès eucharistique international à Jérusalem.
- 12 juin : Création de 5 cardinaux par Léon XIII, dont le futur pape Saint Pie X.

## Naissances
- 4 janvier : Louis-Marie de Bazelaire, prélat français, archevêque de Chambéry puis archevêque titulaire de Thibilis (de) († 30 janvier 1981)
- 11 janvier : Maurice Rousseau, prélat français, évêque de Laval († 29 septembre 1967)
- 12 février : Pierre Finet, prêtre jésuite et résistant français, compagnon de la Libération († 16 mai 1962)
- 7 mars : Thomas Roberts, prélat jésuite et missionnaire anglais, archevêque de Bombay († 28 février 1976)
- 12 mars : Alex-Ceslas Rzewuski, prêtre dominicain, illustrateur, portraitiste et écrivain français d'origine polonaise († 13 septembre 1983)
- 16 mars : Paul Foulquié, prêtre, penseur, philosophe et auteur français († 6 septembre 1983)
- 20 mars : Wilfrid Corbeil, prêtre, peintre et enseignant canadien († 20 octobre 1979)
- 26 mars : Maria Oliva Bonaldo, religieuse italienne, fondatrice des Filles de l'Église, vénérable († 10 juillet 1976)
- 31 mars : Omer Englebert, prêtre et écrivain belge, militant wallon († 29 mai 1991)
- 11 mai : Augustin Rösch, prêtre jésuite allemand, résistant au nazisme († 7 novembre 1961)
- 21 juin : Henri Piérard, prélat assomptionniste et missionnaire belge, évêque de Beni († 5 mars 1975)
- 6 juillet : Léon-Albert Terrier, prélat français, évêque de Bayonne († 12 mai 1957)
- 7 juillet : Bienheureux Siméon Lukac, prélat gréco-catholique ukrainien, évêque auxiliaire clandestin d'Ivano-Frankivsk, martyr du communisme († 22 août 1964)
- 22 juillet : Robert Picard de La Vacquerie, prélat français, évêque d'Orléans († 17 mars 1969)
- 25 juillet : Carlo Confalonieri, cardinal italien de la Curie et archevêque titulaire de Nicopolis ad Nestum (de) († 1er août 1986)
- 31 juillet : Jean Olphe-Galliard, moine bénédictin français, abbé de l'abbaye de la Source († 27 mai 1975)
- 5 août : Napoléon-Alexandre Labrie, prélat canadien, premier évêque du Golfe Saint-Laurent († 16 mai 1973)
- 11 août : Robert Stahl, prêtre et résistant français, Juste parmi les nations († 27 mars 1983)
- 31 août : Boleslas Sloskans, prélat soviétique d'origine lettone, victime des persécutions communistes, vénérable († 18 avril 1981)
- 1er septembre : François Charrière, prélat suisse, évêque de Lausanne, Genève et Fribourg († 11 juillet 1976)
- 16 septembre : Bienheureux Moisés Lira Serafín, prêtre mexicain, fondateur des Sœurs missionnaires de la Charité de Marie Immaculée († 25 juin 1950)
- 25 septembre : Bienheureux Michał Kozal, prélat polonais, évêque auxiliaire de Włocławek, martyr du nazisme († 26 janvier 1943)
- 26 septembre : Joseph Pascher, prêtre, théologien, liturgiste et enseignant allemand († 5 juillet 1979)
- 29 septembre : Bienheureuse Maria Josefa Alhama y Valera, religieuse espagnole, fondatrice des Servantes et des Fils de l'Amour miséricordieux († 8 février 1983)
- 17 octobre : 
  - Charles-Justin Calewaert, prélat belge, évêque de Gand († 28 décembre 1963)
  - Pawel Chomicz, prêtre russe, martyr du communisme, serviteur de Dieu († 10 septembre 1942)
- 2 décembre : Antoine Braun, prêtre dominicain, théologien et bibliste belge († 15 août 1980)

## Décès
- 4 janvier : Joseph-Antoine Boullan, prêtre français condamné pour hérésie (° 18 février 1824)
- 5 janvier : Pierre Simon de Dreux-Brézé, prélat français, évêque de Moulins (° 2 juin 1811)
- 10 janvier : Alexis André, prêtre français, missionnaire au Canada (° 6 juillet 1832)
- 23 janvier : Joseph-Alfred Foulon, cardinal français, archevêque de Lyon (° 29 avril 1823)
- 30 janvier : Alexandre Namèche, prêtre et historien belge (° 26 juillet 1811)
- 7 février : Bienheureuse Anne Marie Adorni, religieuse italienne, fondatrice des Servantes de l'Immaculée Conception de Parme (° 19 juin 1805)
- 24 février : Bienheureuse Josefa Naval Girbés, religieuse espagnole (° 11 décembre 1820)
- 5 mars : Charles-Philippe Place, cardinal français, archevêque de Rennes (° 14 février 1814)
- 3 avril : Achille Apolloni, cardinal italien de la Curie (° 13 mai 1823)
- 8 avril : Bienheureux Auguste Czartoryski, prince et prêtre salésien polonais (° 12 août 1858)
- 12 avril : Félix Midon, prélat et missionnaire français, premier évêque d'Osaka, précédemment évêque titulaire de Césaropolis (de) (° 7 mai 1840)
- 20 avril : Joseph Schorderet, prêtre et journaliste suisse, fondateur du journal La Liberté et des Sœurs de Saint-Paul, cofondateur de l'Université de Fribourg (° 3 mars 1840)
- 21 avril : Luigi Giordani, cardinal italien, archevêque de Ferrare (° 13 octobre 1822)
- 24 avril : Paul Decagny, prêtre, chercheur et monographe français (° 25 mai 1804)
- 26 avril : Luigi Sepiacci, cardinal italien de la Curie, également évêque titulaire de Callinicum (de) (° 12 septembre 1835)
- 10 mai : Tommaso Maria Zigliara, cardinal dominicain français de la Curie (° 29 octobre 1833)
- 17 mai : Jean-Natalis-François Gonindard, prélat français, archevêque de Rennes (° 1er janvier 1838)
- 18 juin : Pierre Soubiranne, prélat français, évêque de Belley (° 18 janvier 1828)
- 29 juin : Arthur Xavier Ducellier, prélat français, archevêque de Besançon (° 1er septembre 1832)
- 13 juillet : Bienheureux Ferdinand Marie Baccilieri, prêtre italien, fondateur des Servantes de Marie de Galeazza (° 14 mai 1821)
- 17 juillet : Antoine Racine, prélat canadien, évêque de Sherbrooke (° 26 janvier 1822)
- 14 août : Johann Baptist Zwerger, prélat autrichien, prince-évêque de Seckau (° 23 juin 1824)
- 26 août : François-Marie Duboin, prélat et missionnaire français, vicaire apostolique de Sénégambie (° 23 septembre 1827)
- 28 août : Pierre Lacarrière, prélat français, premier évêque de Guadeloupe (° 19 juin 1808)
- 14 octobre : Jacques Jarsaillon, prêtre français, écrivain et poète de langue occitane (° 29 mai 1840)
- 23 octobre : Luigi Nazari di Calabiana, prélat italien, archevêque de Milan (° 27 juillet 1808)
- 31 octobre : Édouard Sorin, prêtre et éducateur français, missionnaire aux États-Unis (° 6 février 1814)
- 2 novembre : Carlo Laurenzi, cardinal italien de la Curie (° 12 janvier 1821)
- 25 novembre : Augustin-Hubert Juteau, prélat français, évêque de Poitiers (° 4 mai 1830)
- 13 décembre : Daniel Haigneré, prêtre et historien français (° 18 décembre 1824)
- 25 décembre : Casimir Chevalier, prêtre, érudit et archéologue français (° 7 mars 1825)
- 26 décembre : Théodore de Regnon, prêtre jésuite et théologien français (° 11 octobre 1831)